# Lil Johnson
Lil Johnson was een Amerikaanse blueszangeres.

## Biografie
Over haar afkomst en eerdere leven is niets veel bekend. Ze nam eerst op in Chicago in 1929, begeleid door de pianisten Montana Taylor en Charles Avery bij vijf songs, waaronder Rock That Thing. Ze keerde pas in 1935 terug naar de opnamestudio, met haar meer gewaagde songs Get 'Em from the Peanut Man (Hot Nuts), Anybody Want to Buy My Cabbage? en Press My Button (Ring My Bell) (Come on baby, let's have some fun / Just put your hot dog in my bun). Ze nam ook een versie op van Keep A-Knockin' , die later een hit werd voor Little Richard.
Vanaf haar tweede sessie vormde ze een partnerschap met de ragtimepianist Black Bob, die haar uitbundig steunde met haar steeds meer suggestieve teksten. In 1936 en 1937 nam ze meer dan 40 songs op voor Vocalion Records, sommige met Big Bill Broonzy (gitaar) en Lee Collins (trompet). In november 1936 nam Johnson New Shave 'Em Dry op met Alfred Bell (trompet) en Black Bob (piano). Haar andere songs waren Was I?, My Stove's in Good Condition, Take Your Hand Off It en Buck Naked Blues.
Ze zong in een dynamische en soms schurende stijl. Al haar songs werden toegevoegd aan latere bluescollecties. Er is niets bekend van wat er gebeurde na haar opnamecarrière na 1937.

## Discografie
- Lil Johnson Vols 1–3, Document Records

- Gemeinsame Normdatei: 136253075
- International Standard Name Identifier: 0000 0000 5555 1118
- Library of Congress Control Number: no96033964
- MusicBrainz: 8c76e340-3499-4889-af90-9d504cf8f109
- Virtual International Authority File: 6985608
- WorldCat: E39PCjtWtvq96VK9MqVTPmPmV3